# Largus Angenent
Largus Theodora Angenent, auch Lars Angenent, (* 1969) ist ein niederländischer Mikrobiologe und Bioingenieur.
Angenent studierte an der Universität Wageningen und an der Iowa State University, an der er promoviert wurde. 2002 wurde er Assistant Professor an der Washington University, 2008 Associate Professor und 2015 Professor an der Cornell University. 2017 erhielt er eine Humboldt-Professur an der Eberhard-Karls-Universität Tübingen.
Er befasst sich mit Bioverfahrenstechnik mit Mikroben (Synthese von Treibstoffen und Chemikalien), zum Beispiel zur Herstellung von Methan als Brennstoff aus aus Biomasse gewonnenem Kohlenstoff mit Mikroben und mit Methoden der Elektrochemie (Microbial Electrochemical Technologies, MET). Dazu gründete er mit seinem amerikanischen Mitarbeiter Dr. Jeff Fornero in den USA eine Firma (6 Convert), die später mit dem USA Startup Electrochaea fusionierte (jetzt in München). Angenent arbeitet mit offenen Bakterienkulturen (Reaktor-Mikrobiom), kontrollierten gemischten Kulturen oder reinen Bakterienkulturen und mit anaerober Verdauung, anaerober Fermentation, bioelektrochemischen Systemen (auch für die Speicherung von Energie aus Elektrizität), Synthesegas-Fermentation und Aceton-Butanol-Ethanol-Fermentation (ABE-Fermentation). Er hat mit seinem amerikanischen Mitarbeiter Dr. Juan Guzman in den USA eine zweite Firma gegründet (Capro-X).  
2014 war er Gastprofessor in Gent. 2007 erhielt er den Career Award der National Science Foundation und 2008 war er Kavli Fellow. Für 2023 wurde ihm ein Gottfried Wilhelm Leibniz-Preis zugesprochen. 
Er ist mit der britischen Entwicklungsbiologin Ruth Ley verheiratet. 